# 14065 Флегель
14065 Флегель (14065 Flegel) — астероїд головного поясу, відкритий 11 березня 1996 року.
Тіссеранів параметр щодо Юпітера — 3,406.